# ماله هرادیسکو
ماله هرادیسکو (به چکی: Malé Hradisko) یک منطقهٔ مسکونی در جمهوری چک است که در ناحیه پروستییوو واقع شده‌است.
 ماله هرادیسکو ۶٫۷۷ کیلومتر مربع مساحت و ۳۹۵ نفر جمعیت دارد و ۵۷۸ متر بالاتر از سطح دریا واقع شده‌است.